# Прабхакар, Арати
Арати Прабхакар (англ. Arati Prabhakar, род. 2 февраля 1959) — американский государственный деятель, руководитель Управления перспективных исследовательских проектов Министерства обороны США (DARPA) c 30 июля 2012 года по 20 января 2017 года.

## Биография
Родилась в Нью-Дели, в возрасте 3-х лет вместе с родителями эмигрировала в США, с 10 лет Арати жила в городе Лаббок, штат Техас.В 1979 получила степень бакалавра в области электротехники в Техасском технологическом университете в Лаббоке, в 1980 — степень магистра по электротехнике и в 1984 — степень Ph.D по прикладной физике в Калифорнийском технологическом институте. Она стала первой женщиной, получившей докторскую степень в области прикладной физики в Калифорнийском технологическом институте.
С 1984 по 1986 годы работала в Вашингтоне в Управлении технологических оценок Конгресса. С 1986 по 1993 годы Прабхакар работала в DARPA, сначала в качестве руководителя программы, позднее в качестве директора-организатора Отдела микросистемных технологий DARPA.
В возрасте 34 лет Прабхакар была назначена руководителем Национального института стандартов и технологий (NIST) и занимала эту должность с 1993 по 1997 годы. Она была первой женщиной — руководителем NIST. После NIST Прабхакар работала в компании Raychem (1997—1998) в должностях главного технического директора и старшего вице-президента, а в 1998—2000 — в компании Interval Research (вице-президент и позже — президент). С 2001 по 2011 год Прабхакар работала в венчурной компании U.S. Venture Partners, уделяя особое внимание инвестициям в стартапы в сфере экологии и информационных технологий.
30 июля 2012 года А. Прабхакар была назначена главой DARPA, сменив на этом посту Регину Дуган. В должности до 20.01.2017 года, преемник Стивен Волкер.

## Награды и почётные звания
Прабхакар является членом Института инженеров электротехники и электроники и в 1997 году удостоена звания Fellow Member. Она также удостоена почётных званий в Техасском технологическом университете и Калифорнийском технологическом институте.
В 2012 году Прабхакар была членом совета директоров Stanford Research Institute, а также была членом научно-технического и социально-экономического совета Национальных академий США и членом Консультативного совета инженерного колледжа при Калифорнийском университете в Беркли.